# Lesbia (zoologia)
I paggetti (Lesbia Lesson, 1833) sono un genere di uccelli della famiglia Trochilidae.

## Descrizione
Le specie di questo genere presentano un certo grado di dimorfismo sessuale, rispetto alle femmine infatti, i maschi presentano una colorazione in generale più verde e le rettrici più allungate, caratteristica dalla quale deriva il nome comune vessillari.

## Distribuzione
Le specie di questo genere si ritrovano nel Sud America nord-occidentale.

## Tassonomia
Comprende le seguenti specie:
- Lesbia victoriae (Bourcier & Mulsant, 1846) - paggetto codanera
- Lesbia nuna  (Lesson, 1832) - paggetto codaverde